# Armia „Baranowicze”
Armia „Baranowicze” – związek operacyjny Wojska Polskiego II RP.
Armia „Baranowicze” nie istniała w organizacji pokojowej Wojska Polskiego. Jej utworzenie przewidywał polski plan operacyjny „Wschód” na wypadek wojny ze Związkiem Sowieckim.
Stanowisko dowódcy armii miał objąć generał dywizji Tadeusz Piskor, inspektor armii z siedzibą w Warszawie, a jego szefem sztabu miał zostać pułkownik dyplomowany artylerii Jerzy Aleksander Zawisza.
W skład armii miały wejść cztery dywizje piechoty i dwie brygady kawalerii. Armia miała bronić 120-kilometrowego odcinka od styku z SGO „Polesie” do Puszczy Nalibockiej.